# Dennis Richard Danielson
Dennis Richard Danielson (* 8. Mai 1949 in Victoria, British Columbia) ist ein kanadischer Wissenschaftshistoriker.

## Leben
Er erwarb an der University of Victoria BA, an der University of Sussex den MA und an der Stanford University 1979 den Ph.D. Seit 1986 lehrt er an der University of British Columbia.
Er forscht zum englischen Poeten und Philosophen John Milton und zur Geschichte der Kopernikanischen Revolution.

## Schriften (Auswahl)
- Milton’s good God. A study in literary theodicy. Cambridge 1982, ISBN 0-521-23744-0.
- The first Copernican. Georg Joachim Rheticus and the rise of the Copernican revolution. New York 2006, ISBN 0-8027-1530-3.
- als Herausgeber: The Cambridge companion to Milton. Cambridge 2008, ISBN 0-521-65226-X.
- Paradise lost and the cosmological revolution. New York 2014, ISBN 978-1-107-03360-3.